# Sohemus de Sofene
Gai Juli Sohem Filocèsar Filoromà (llatí: Gaius Julius Sohaemus Philocaesar Philorhomaeus; grec antic: Γαίος Ιούλιος Σόαιμος Φιλόκαισαρ Φιλορώμαίος), més conegut com Soemus o Sohemus d'Èmesa i Sofene'', va ser rei d'Èmesa i de Sofene. Era originari d'Èmesa a la regió d'Osroene i d'ascendència àrab.
L'any 54 quan es van formar dos regnes a l'Armènia Menor, l'asmoneu Aristòbul en va rebre una part, Nicòpolis i Satala mentre que a Sohemus, se li va donar la resta amb títol reial l'Armènia Sofene. Aquest regne abraçava les muntanyes de Masius i l'Antitaure.
Era membre de la família reial dels samsigeràmides i era el segon fill del rei-sacerdot Samsigeram II que va governar Èmesa de l'any 14/11 aC a l'any 42, i de la reina Iotapa. El seu germà gran es deia Caius Julius Azizus (Gai Juli Aziz) que es va casar amb la princesa herodiana Drusil·la. Tenia encara dos germanes més: Iotape o Iotapa, que es va casar amb el príncep asmoneu herodià Aristòbul el jove, i Mamea.
Va néixer a Èmesa i tenia ancestres assiris, armenis, grecs i medes. El seu avi patern va ser rei-sacerdot a Èmesa (Iàmblic II, 20 aC-11/14) mentre que per part de mare era descendents del rei de Commagena Mitridates III i de la seva cosina-esposa Iotapa. Azizus va morir l'any 54 i Sohemus el va succeir com a rei-sacerdot. Probablement aquest mateix o poc després, en el primer any del seu regnat, el Senat Romà li va concedir les insígnies reials de Sofene que per decisió del legat Galba s'acabava de crear amb una part d'Armènia, probablement quan era emperador Neró. Aquesta concessió era interessada, ja que com que Sofene estava prop del Tigris, el rei Sohemus hi podria desplaçar als seus arquers per fer la guerra als parts.
L'any 56, Sohemus es va casar amb la seva parenta la princesa Drusil·la de Mauritània que era filla de l'antic rei client Ptolemeu de Mauritània i de Júlia Urània. Drusil·la era la besnéta de la reina Cleòpatra VII d'Egipte i descendent de la seva unió amb el triumvir romà Marc Antoni.
Durant el regnat de Sohemus les seves relacions amb Roma no van fer altra cosa que millorar i cada vegada que va ser necessari va enviar als famosos arquers d'Èmesa, fins i tot de manera regular. Va governar Sofene fins al 61 quan en plena guerra contra els parts el regne va ser abolit i al final de la guerra incorporat al d'Armènia Menor (l'any 63), però va continuar governant Èmesa. Quan l'any 69 Vespasià va esdevenir emperador quan era governador de Síria, Sohemus va ser dels primers que li va anar a retre jurament de fidelitat. Va ajudar a Titus aportant arquers al setge de Jerusalem l'any 70. El 72 va aportar tropes al general romà Lucius Caesennius Paetus (Luci Cesenni Pet) que comandava la Legio VI Ferrata, per l'annexió del regne de Commagena.
Sohemus era sacerdot del déu Sol, conegut en arameu com El-Gebal. Durant el seu regnat, en data desconeguda, va esdevenir patró de la colònia romana d'Heliòpolis (Baalbek) on hi havia una estàtua dedicada amb una inscripció honorífica en llatí que diu: Regi magno C(aio) Iulio Sohaemo regis magni Sam- sigerami f(ilio), philo- caesari et philo- [r]okmaeo, honora- t[o ornamentis] consulari- b[un tros que manca] patrono coloniae (duum)viro quinquenn(ali) L(ucius) Vitellius L(uci) f(ilius) Fab(ia tribu) Soss[i]a[nus]. La inscripció honora a Samsigeramus II i al seu fill Sohemus cadascun com a gran rei (regis magni) i Sohemus és honorat com a duumvir quinquennal; un patró de la colònia a Heliòpolis havia estat afavorit amb els ornaments consulars (honoraris).
Amb la seva esposa Drusil·la va tenir un fill anomenat Gaius Julius Alexio (Gai Juli Aleixó), conegut també com a Alexio II que va ser l'hereu i després el seu successor. Sohemus va morir l'any 73 i va ser enterrat a la tomba dels seus ancestres a Èmesa. El seu fill Juli Alexió el va succeir. A través del seu fill, Sohemus va tenir diversos descendents que van governar Èmesa; d'aquesta família dels samsigeràmides es reclamarà temps després descendent la famosa reina Zenòbia de Palmira.
Flavi Josep l'esmenta com a Sohaemus a la seva obra, i diu que va ser rei d'Èmesa.